# 英蒂丽
英蒂丽（1932年3月10日—2015年8月22日），一译英蒂迪，赤柬高層人物之一。她在民主柬埔寨政权时期担任社會事務部長职务。她是英沙里的妻子，也是波尔布特首任妻子乔帕娜莉的妹妹。
2007年11月12日，及其丈夫英萨利被柬埔寨政府逮捕。柬埔寨法院特別法庭控告她犯有种族灭绝罪、战争罪和反人类罪。2015年8月22日逝世。

## 生平
英蒂丽原名乔蒂丽（Khieu Thirith），出生在柬埔寨马德望省的一个富有的特权阶级家庭中。她的父亲是一位柬埔寨法官，在第二次世界大战期间抛弃了家庭，和一个柬埔寨公主私奔到马德望省。蒂丽是家中的次女。
蒂丽毕业于金边著名的西索瓦高中，后来与她长一届的学长英沙里定婚。后来她与姐姐一起去了巴黎，蒂丽学习的是英国文学，在巴黎大学主修莎士比亚文学，后来成为柬埔寨第一个获得英国文学学位的人物。1951年，蒂丽和英萨利在巴黎十五区的大堂里举行婚礼，改名英蒂丽。她的姐姐乔帕娜莉后来成为波尔布特的妻子。两对夫妻后来被中国毛泽东主席的遗孀的江青称为“柬埔寨四人帮”。
1957年，英蒂丽回到祖国柬埔寨，成为一名教授，并成为民主柬埔寨政权的高层领导人之一。1975年至1979年，英蒂丽担任民主柬埔寨社会事务部部长，兼任柬埔寨红十字会会长。
民主柬埔寨政权垮台之后，英萨利最初被缺席判处死刑，后来在1996年获得西哈努克亲王的赦免。后来英沙里和英蒂丽夫妇二人生活在金边南部的二十一街一栋豪华别墅里，很少在公众场合上露面。
2007年11月12日，英蒂丽和丈夫英萨利在家中被逮捕，柬埔寨法院特別法庭控告她犯有反人类罪。法庭控告她“在担社会事务部部长期间，策划、主导、协调并命令大规模镇压……以及非法杀害或谋杀职员”。2011年11月17日，由于她患有阿兹海默病而无法接受审判，因而获得释放，公诉人呼吁反对将其释放。2011年12月13日，法庭撤销了释放的命令，并为她做了一项新的医学测试，以检测是否适合出庭受审。2012年9月，法庭再度发出释放令，将其从监狱释放。
2015年8月22日，英蒂丽逝世，时年83岁。

## 外部連結
- 聯合國法庭再逮前赤柬高層（2007年11月13日） （页面存档备份，存于）
- 英蒂迪的照片，在afp.google.com